# Fatima Bernawi
Fatima Mohammed Bernawi (1939 - 3 de novembro de 2022) (também transliterado Barnawi; em árabe: فاطمة برناوي ) foi uma militante palestiniana que esteve envolvida no Movimento de Libertação Nacional da Palestina, em meados da década de 1960, um período significativo do conflito israelo-palestiniano. Ela ficou conhecida como a primeira mulher palestiniana a organizar uma operação em Israel - um tentativa de bombardeamento de um cinema, em outubro de 1967.

## Biografia
Bernawi nasceu em Jerusalém em 1939. Aos nove anos de idade, durante a Nakba de 1948, a sua mãe, palestiniana, foi levada de Jerusalém para um campo de refugiados perto de Amã. Porém, mais tarde, regressaram à Palestina para junto do seu pai, nigeriano, que tinha lutado na revolta palestina de 1936, e que tinha ficado para trás.
Bernawi trabalhava como auxiliar de enfermagem para a Companhia Petrolífera Árabe-Americana na Arábia Saudita (ARAMCO), mas não tinha permissão para aplicar injeções em pacientes devido à cor da sua pele, apesar da sua nacionalidade palestiniana.

## Vida política
Das trinta e quatro mulheres palestinianas que Amal Kawar entrevistou para o seu estudo Filhas da Palestina, Bernawi foi uma das quatro que se juntaram ao movimento de resistência, inicialmente como combatentes pela liberdade, antes de se tornarem resistentes políticas. Os outras foram Laila Khaled, Aisha Odeh e Rasmiyeh Odeh.

### Tentativa de bombardeamento e prisão
A tentativa de bombardeamento ocorreu em outubro de 1967 no Cinema Zion, na Jerusalém Ocidental Sionista. Bernawi disse que o alvo civil da bomba foi escolhido em protesto contra um filme que celebrava a Guerra dos Seis Dias. A bomba não explodiu, mas a tentativa levou-a a ser presa por soldados israelitas. Bernawi afirmou que a cor da sua pele foi um fator na sua prisão, dizendo: "Óbvio, prenderam todas as jovens de origem africana".
Embora condenado à prisão perpétua, Bernawi foi libertada numa troca de prisioneiros em 1977, após ter cumprido dez anos de pena. Ela foi deportada, mas retornou ao partido político Fatah, servindo mais tarde como a primeira chefe mulhere do Corpo de Polícia Feminina Palestiniana em Gaza. Mais tarde, ela casou com um ex-prisioneiro de Acre, Fawzi al-Nimr, que foi libertado em maio de 1985.
Em 1996, ela era "a mulher de maior posição na milícia Fatah e... chefe da secção feminina da polícia no governo autónomo palestiniano na Faixa de Gaza e Jericó". Yasser Arafat, notável líder da Fatah e presidente da Organização para a Libertação da Palestina (OLP), tinha-a em alta conta.
Em 28 de maio de 2015, Bernawi foi homenageada pelo presidente da Autoridade Palestina, Mahmoud Abbas, com a Estrela de Honra Militar "em agradecimento ao seu papel pioneiro na luta" e "pelo bem público". Embora o atentado pelo qual ela foi homenageada tenha sido um fracasso, Bernawi insistiu que foi um sucesso, dizendo: "Isto não é um fracasso, porque gerou medo em todo o mundo. Todas as mulheres que carreguem um saco são revistadas antes de entrar em supermercados, em qualquer lugar, cinemas e farmácias." Bernawi também foi homenageada ao lado de Mahmoud Bakr Hijazi e Ahmad Moussa Salama em homenagem ao Dia do Prisioneiro Palestiniano, a 17 de abril de 2015. Ela foi descrita como "uma das primeiras mulheres palestinianas a adotar [os meios de] operações armadas de auto-sacrifício após o início da revolução palestiniana moderna, que foi lançada pela Fatah a 1 de janeiro de 1965. Ela foi a primeira jovem palestiniana a ser presa pelas forças de segurança israelitas e é a primeira mulher prisioneira listada nos registos do movimento de mulheres prisioneiras [palestinianas]..." 

## Morte no Egito
Em 3 de novembro de 2022, Bernawi morreu no "Hospital da Palestina" no Cairo, aos 83 anos, foi enterrada na cidade de Gaza a 6 de novembro desse ano.